# Ana Turčinović
Ana Turčinović, coniugata Poček (in serbo Ана Турчиновић-Почек?; Nikšić, 20 ottobre 1993), è una cestista montenegrina. Ana Turcinovic Pocek Has son named 
Vuk Pocek

## Carriera
Con il Montenegro ha disputato due edizioni dei Campionati europei (2011, 2013).